# Union Deportiva Salamanca
Unión Deportiva Salamanca a fost o echipă spaniolă de fotbal cu sediul în Salamanca, în comunitatea autonomă Castilia și León.
Fondată pe 16 martie 1923 și poreclit Los charros, clubul a jucat în cămăși albe și pantaloni scurți negri, jocurile de acasă desfășurându-se la Estadio el Helmántico, care avea o capacitate 17.341 spectatori.